# Adrian Recordings
Adrian Recordings är ett svenskt skivbolag som startade 1999 i Malmö av Stefan Nordmark. 2001 togs bolaget över av Magnus Bjerkert. Både Nordmark och Bjerkert har ett förflutet i Sharif vars debutalbum var Adrians första utgivning. Hösten 2014 flyttade bolaget till Stockholm.

## Artister i urval
- The Bear Quartet
- Björns vänner
- David & the Citizens
- The Fine Arts Showcase
- Familjen
- David Fridlund
- Emil Jensen
- Boeoes Kaelstigen
- Laakso
- Andreas Tilliander
- Edda Magnason